# Haim Ginott
Haim G. Ginott (Tel-Aviv, 1922. augusztus 5. – New York, 1973. november 4.) izraeli gyermekpszichológus és pszichoterapeuta tanár, aki gyerekekkel és szüleikkel dolgozott. Olyan úttörő beszélgetéses technikákat alkalmazott, melyeket a mai napig tanítanak. Könyvei magyarul is megjelentek, köztük Szülők és gyermekek, az angol nyelvű eredeti könyv megjelenését követően (1965) az angol nyelvterületen több mint egy évig vezette a bestseller listát, s napjainkban is nagy népszerűségnek örvend, több nyelvre lefordították. 1977 és 2007 közt Magyarországon is számos kiadást megért.

## Életútja
Az európai haláltáborok túlélése után Izraelben telepedett le, s 1947-ben iskolaigazgatóként kezdte pályáját. Pár év múlva kivándorolt az Egyesült Államokba, s a Columbia Egyetemen klinikai pszichológiából szerzett doktorátust (1952). Florida Államban kapott állást a Jacksonville Orientációs Klinikáján, ahol engedélyezték neki azt azt szoros együttműködő oktatási, nevelési módszert, amelyet ő kialakított, mint tanár a gyermekekkel és a szülőkkel.

## Kommunikációs megközelítése
A következő nevelési tanácsok illusztrálják Dr. Ginott megközelítését:
- Soha ne cáfold meg vagy hagyd figyelmen kívül a gyerek érzéseit.
- Csak a viselkedés kezelése elfogadhatatlan, nem a gyerek.
- A deperszonalizáló negatív interakciók jelentenek csak problémát. „Piszkos szobát látok!”
- A dolgokhoz, tárgyakhoz kapcsolódó kötődési szabályok. „A kis húgaid nem ütögetésre valók!”
- A függőség fajtái ellenséges érzelmeket váltanak ki. Hagyd a gyerekeket, hadd csinálják maguktól úgy, ahogy tudják.
- A gyerekeknek szükségük van arra, hogy megtanulják a választást, de a biztonsági határokon belül. „Szeretnéd felvenni ezt a kék pólót vagy a pirosat?”
- Korlátozd a kritizálást a specifikus eseményeknél - ne mondd, hogy „soha” vagy „mindig” pl.: „Soha nem hallgatsz meg!” vagy „Mindig kiöntöd a dolgokat!”
- Tartózkodj azon dolgok említésétől, amit nem akarsz, hogy a gyerek megtanuljon és ismételjen!

Ezeket az instrukciókat Adele Faber és Elaine Mazlish fogalmazta meg, akik Dr. Ginott szülői csoportjának tagjai voltak, és a bevezetőben állítják, hogy Dr. Ginott osztályai inspirációt nyújtottak számukra könyveik megírásában.

## Idézetek szülőknek tinédzserekről
- „Lázadás követi az elutasítást.”
- „Az igazság önmagában is halálos fegyver lehet a családi kapcsolatokban. Az együttérzés nélküli igazság, azonban elpusztítja a szeretetet. Néhány szülő túlzottan próbálja bebizonyítani, hogy az adott szituációban pontosan hogyan, mikor és miért volt igaza. Ez a megközelítés viszont keserűséget és csalódottságot okoz. Amikor az attitűdök ellenségesek, a tények pedig nem meggyőzőek.”

## Idézetek tanároknak tanárokról
- „Egy ijesztő következtetésre jutottam.
- Én vagyok a döntő tényező az osztályteremben.
- Az én személyes megközelítésem határozza meg az „éghajlatot”.
- Az adott napi hangulatom pedig az aktuális időjárást.
- Mint tanár, óriási hatalommal rendelkezem arra vonatkozóan, hogy a gyerekek élete nyomorúságos vagy örömteli.
- A kínzásnak és a pozitív inspirációnak is lehetek az eszköze.
- Megalázhatok valakit vagy viccelődhetek, fájdalmat okozhatok vagy gyógyíthatok.
- Minden helyzetben az én választásom dönti el, hogy a gyerek krízise fokozódik vagy enyhül, a gyerek milyen mértékben lesz emberséges.”
- „Ha szeretné a gyermek önbizalmát fejleszteni, akkor a dicséreteket, akkor mondják a gyerekeknek, amikor mások is hallják.”

## Köteteinek első kiadásai
- Ginott, H. G. (1965). Between parent and child. New York: Macmillan[8]
- Ginott, H. G. (1967). Between parent and teenager. New York: Macmillan[9][10]
- Ginott, H. G. (1972). Teacher and child. New York: Macmillan[11][12][13]

## Magyarul megjelent művei
- Szülők és gyermekek; ford. Klein Sándor; Medicina, Bp., 1977
- Szülők és gyermekek; ford. Klein Sándor, előszó Klein Sándor, utószó Mérei Ferenc; 3. kiad.; SHL Hungary Kft., Bp., 1999 (Segítünk, ha lehet)